# Марк Аврелий
Вижте пояснителната страница за други личности с името Марк Аврелий.
Марк Аврелий Антонин (на латински: Marcus Aurelius Antoninus) е римски император и философ. Той спада към династията на Антонините и е последният от Петимата добри императори.
Марк Аврелий, философът на императорския трон, управлява Римската империя от 161 до 180 г. (от 161 до 169 г. съвместно с Луций Вер, от 169 до 177 г. – еднолично, от 177 до 180 г. – заедно със сина си Комод). През неговото царуване империята е въвлечена в изтощителна серия от отбранителни войни по границите си и преминава през период на обществени сътресения и икономически затруднения. Марк Аврелий е запомнен най-вече със своето посвещаване на стоическата философия и с оставените от него философски записки.

## Произход и ранни години
Роден е на 26 април 121 г. в Рим като наследник на патрицианска фамилия, произхождаща от испанския град Укуби (близо до днешния град Кордоба). При раждането си получава името Марк Аний Вер. Семейството му има испански произход и консули от предшествениците си – Аний Вер Старши. Роднините му притежават голямо грънчарско производство в покрайнините на Рим.
Марк Аврелий е син на претора Марк Аний Вер и богатата Домиция Луцила, дъщеря на Публий Калвизий Тул Рузон (консул 109 г.) и Домиция Луцила Старша – роднина на император Адриан. Внук е по баща на Марк Аний Вер (три пъти консул) и на Рупилия Фаустина. Брат е на Ания Корнифиция Фаустина. Сестрата на баща му Фаустина Стара е съпруга на римския император Антонин Пий и майка на Фаустина Младша – която става съпруга на Марк Аврелий.
Той се ползва с благосклонността на император Адриан, който рано открива бъдещите му способности, лично се грижи за неговото възпитание и го подготвя, за да заеме висшия пост в държавата. Според писанията на Аврелий Виктор, от най-ранна възраст бъдещият император притежавал толкова спокоен характер, че нито радост, нито мъка се изписвали на лицето му и водел аскетично съществуване, въпреки неговото нестабилно здраве, което продължило през целия му живот.
Тъй като Аврелий е още млад, Адриан обявява Елий Цезар за приемник на властта, която е планирано по-късно да премине в ръцете на Марк Аврелий. Елий обаче умира твърде скоро. През 138 г. Адриан, на когото остават само няколко месеца живот, избира за наследник Антонин Пий, но с условие, че той ще осинови веднага непълнолетните Марк Аврелий и Луций Цейоний Комод (синът на Елий Цезар) като следващи кандидати за престола. След осиновяването имената им са променени съответно на Марк Елий Аврелий Вер и Луций Елий Аврелий Комод.

### Престолонаследник (138 – 161)
През управлението на Антонин Пий (138 – 161) Марк Аврелий е официален престолонаследник в продължение на 23 години. През 145 г. Марк Аврелий става зет на император Антонин Пий, след като се жени за своята първа братовчедка по майчина линия Фаустина Младата, дъщерята на Антонин Пий и Фаустина Старата. Тя му ражда 13 деца, повечето от които умират рано. За живота на Марк Аврелий в този период до възкачването му през 161 г. практически не е известно много. Той посвещава много от времето си на своето образование и влиза в интелектуалните среди на най-изтъкнатите философи и оратори от това време. Негови учители са известните ритори Фронтон и Херод Атик. Около 146 – 147 г. той спира да се занимава с риторика и приема учението на Епиктет, ставайки убеден стоик.
След смъртта на Антонин Пий в 161 г. Марк Аврелий е провъзгласен за император. Той веднага поисква от Сената да бъдат предоставени равни с неговите права на Луций Комод (той е известен още като император Луций Вер). Това е първият случай на съвместен принципат в Римската империя. За да се заздрави връзката между императорите, дъщерята на Марк Аврелий – Ания Луцила е сгодена за Луций Комод.

## Войни и управление
Марк Аврелий единодушно е възхваляван като въплъщение на платоновия идеал за владетел-философ, а според оценката на историци и съвременници, неговият възвишен и сериозен характер представлявал забележително олицетворение на римските добродетели. Освен с блестящо образование, той се отличава с благородство и сдържаност в поведението си. Властването му съвпада с епохата наречена „Златен век“ на Римската империя, време когато държавата се намира във върха на своето могъщество и слава, но това също така е и времето, когато започват да се появяват първите признаци на наближаващата криза.
Във вътрешната политика Аврелий се стреми да поддържа курса на своите предшественици: допълва юридическите и административни реформи, подпомага бедните и нуждаещите се, демонстрира милосърдие и скромност на обществените прояви. Полага грижи за възстановяването на занемареното селско стопанство в Италия, вече все по-изоставаща в сравнение с провинциите. Той е един от последните императори, които поддържали приятелски отношения с нобилитета и Сената.

### Съуправление с Луций Вер (161 – 169)
Практически цялото управление на Марк Аврелий, който по своята природа не бил склонен към войни, е подчинено на предотвратяване на военните конфликти – от деветнадесетте години през които управлява, само четири преминават в мир. Отначало империята е заплашена от размирици в Северна Британия (161 г.) и от нападение на германските племена хати по река Рейн в Горна Германия (162 г.). Когато спокойствието на запад е възстановено, войски на царството Партия завоюват Армения и разгромяват две римски армии в Сирия и Кападокия. Там са изпратени легиони начело със съимператор Луций Комод Вер. Под командването на двамата военачалници Авидий Касий и Стаций Приск Армения е отвоювана от партите (163 – 164), вражеската столица Ктезифон е завладяна, а Месопотамия е разграбена. Но сред войската се разпространява зараза, което кара римляните да изоставят завоеванията и да се оттеглят през 166 година.
С връщането на победните войски, в империята е донесена и смъртоносна болест, епидемията от която предизвиква ужасни опустошения сред населението. През 167 г. епидемията достига Рим, където отнема по 2 хиляди човешки живота на ден, или общо около една-четвърт от жителите на града. Следват и други бедствия: слаба реколта и масов глад, наводнения, земетресения. Настъпва период на икономически затруднения и финансова криза, поради което съдържанието на сребро в монетите е намалено.
В това време варварските народи започват мащабни нападения по северните граници на империята. Римските земи по Дунав и Рейн са най-засегнати от инвазията на хати, маркомани, лангобарди, язиги и други. През 167 г. племената квади и маркомани навлизат в алпийските провинции и успяват да нахлуят даже в Северна Италия, но накрая са изгонени след тежки боеве (168 г.). Критичното положение и недостигът на военна сила принуждават римляните да набират попълнения сред гладиатори и бивши роби. Пострадват също така провинциите Тракия, Македония и Ахея, нападнати през 170 – 171 г. от племето костобоки.

### Самостоятелно управление (169 – 177)
През 169 г. Луций Вер умира по време на кампания срещу варварите и Марк Аврелий остава едноличен император. В същата година имперските съкровища са продадени на търг, за да се финансират военните действия и от 170 до 174 г. Марк Аврелий се намира при действащата Дунавска армия, която воюва с маркоманите, квадите и сарматите. Кампанията протича успешно и легионите навлизат в земите на варварите. Императора възнамерява да основе две нови провинции отвъд Дунав – Маркомания и Сарматия (на територията на днешните Чехия и Словакия). Плановете за завоевания обаче са осуетени от внезапно започналите въстания в източните провинции.
Избухналото голямо въстание на овчарите („буколи“) в Северен Египет е потушено през 175 г. от Авидий Касий – талантлив пълководец, имащ големи пълномощия на изток. На свой ред обаче той се обявява за император, възползвайки се от слух за смъртта на Марк Аврелий. Метежът е бързо потушен, а Касий е убит от поддържащите го легиони, но тези събития принуждават императора да напусне Дунавските области и да остави завоюването им недовършено. На север от река Дунав са създадени области, в които римляните позволяват да се заселват варварски племена срещу задължението от тяхна страна да защитават римската граница. Това са първите стъпки за масово заселване на чужденци в покрайнините на империята.
След потушаване на бунта на Касий, императорът, заедно с Фаустина, Комод и висши офицери, продължава своята обиколка на изток, преминавайки през Египет, Сирия, Мала Азия, Гърция и Тракия (в края на лятото на 175 г. преминава през днешните български земи по маршрута р. Дунав – Нове (дн. Свищов) – Емпориум Дискодуратера (дн. с. Гостилица) – Троянски проход – Филипопол (дн. Пловдив) – Хадрианопол (дн. Одрин) и през 176 г. отпразнува в Рим триумф след осемгодишно отсъствие. Вероятно тогава е издигната триумфалната Колона на Марк Аврелий (през 1589 г. на нея е поставена статуята на апостол Павел). Около това време са подновени гоненията на християните в империята.

### Съуправление с Комод (177 – 180)
В 177 г. Марк Аврелий прави сина си, 16-годишния Комод, свой съуправител, давайки му титлата „цезар“. Но мирът не продължава дълго, а обстановката по Дунавската граница отново изисква присъствието на императора там. Римляните водят поредната война с германските племена и постигат важни победи (178 г.), макар и те да не са окончателни. Плановете за анексирането на нови земи отвъд Дунав още веднъж се провалят, този път поради смъртта на императора. Марк Аврелий умира във Виндобона най-вероятно от чума (март 180 г.). Смъртта му причинила всеобща скръб сред народа на Рим. Бива посмъртно удостоен с божествени почести от Сената. Дни преди смъртта си той представил Комод пред своите приятели и войската като бъдещ император.
Според оценката на древния историк Дион Касий, Аврелий не срещнал добрата съдба, която заслужавал, защото бил слаб физически, а проблемите и неуредиците съпътствали цялото му управление. Все пак обаче той успява да преведе и запази империята през извънредни трудности, макар че предава властта на един, както по-късно се оказва, напълно неподготвен и покварен наследник. Неговите биографи твърдят, че ако не бил Аврелий, то тогава целият римски свят би рухнал из основи.

## Титла
Получава трибунска власт 34 пъти. Понтифекс максимус от 161 г., Pater Patriae от 166 г., консул е три пъти – 140, 145 и 161 г.
В чест на военните му победи получава титлите Armeniacus – „Арменски“ (164), Medicus – „Медийски“ и Parthicus maximus – „Партски, най-велик“ (166), Germanicus – „Германски“ (172), Sarmaticus – „Сарматски“ (175). Десетократно е акламиран като император.

## Философски съчинения
Марк Аврелий Антонин е автор на философско произведение, написано на гръцки език и озаглавено „Към себе си“. Съчинявано е по време на военни походи, а след смъртта му то се преписва и разпространява. Отразява стоическите възгледи на императора.

## Деца
Марк Аврелий се жени за първата си братовчедка Фаустина Млада през 145 г. През 30-годишния им брак се раждат тринадесет деца. Само един син и четири дъщери надживяват баща си:
1. Ания Аврелия Галерия Фаустина (147 – † след 165 г.)
2. Гемел Луцил (Gemellus Lucillae; † около 150 г.), близнак на Луцила
3. Ания Галерия Луцила (148/150 – 182 г.), близначка на Гемел, съпруга на Луций Вер
4. Тит Елий Антонин (Titus Aelius Antoninus; роден след 150, † преди 7 март 161 г.)
5. Тит Елий Аврелий (Titus Aelius Aurelius; роден след 150, † преди 7 март 161 г.)
6. Адриан (Hadrianus; 152 – 157 г.)
7. Домиция Фаустина (родена след 150, † преди 7 март 161 г.)
8. Ания Аврелия Фадила (159 – † след 192 г.)
9. Ания Корнифиция Фаустина Младша (160 – 211 г.)
10. Тит Аврелий Фулв Антонин (Titus Aurelius Fulvus Antoninus; 161 – 165), близнак на Комод
11. Луций Аврелий Комод Антонин – Комод (161 – 192 г.), близнак на Тит Аврелий Фулв Антонин и по-късно император
12. Марк Аний Вер Цезар (162 – 169 г.)
13. Вибия Аврелия Сабина (170 – 217 г.)